# Eszperantó Akadémia
Az Eszperantó Akadémia (Akademio de Esperanto, rövidítve AdE, eredetileg Lingva Komitato) független nyelvi intézmény, melynek legfőbb feladata az eszperantó nyelv alaptörvényeinek védelme, fejlődésének felügyelése (kivételek létrejöttének megakadályozása, a Fundamento betartatása, új szavak jóváhagyása stb.). Székhelye jelenleg Hollandiában, Rotterdamban van.

## Története
Az Eszperantó Akadémia 1905-ben, az első Eszperantó Világkongresszus alatt létesült, Lazar Markovics Zamenhof javaslata szerint. Az intézmény neve ekkor még Lingva Komitato (’Nyelvi Bizottság’) volt, az Akademio de Esperanto nevet először csak a felsőbizottság használta. 1948-ban a Lingva Komitato és az Akademio egybeolvadt, így ma már az egész szervezet az Akademio de Esperanto nevet használja.

## Kiadványok
Az Akadémia története során több különböző művet is kiadott. Ezek többnyire saját gyűjtemények, bár már többször is megjelentették a Zamenhof által írt Fundamento-t, a nyelv megingathatatlan alapját. A legfontosabb saját kiadványok:
- Oficialaj Aldonoj al la Universala Vortaro (Az egyetemes szótár hivatalos kiadványai)
- Baza Radikaro Oficiala (röviden BRO; ’hivatalos alapvető gyöktár’): Meghatározza a nyelv alapvető szókincsét: a korábban kiállított gyakorisági listákból hozták létre, de más kritériumok alapján.[2]

## Működése

### Szekciók
Az Akadémia különböző részlegekből áll, melyek a különböző nyelvi területekkel foglalkoznak. A szekciók száma nincs rögzítve, szükség szerint hoznak létre újabbakat vagy módosítják a már meglévőket. Minden szekció élén egy úgynevezett direktoro (igazgató) áll; egy akadémiai tag akár több részleghez is csatlakozhat érdeklődés szerint.
Jelenleg hét szekció működik:
- Faka Lingvo (Szaknyelv)
- Gramatiko (Nyelvtan)
- Ĝenerala Vortaro (Általános szótár)
- Literaturo (Irodalom)
- Prononco (Kiejtés)
- Kontrolado de lerniloj (A tanulási eszközök ellenőrzése)
- Konsultejo (Tanácsadás): Az Eszperantó Akadémia 1999-ben indította el ezt a szekciót, melyhez különböző nyelvi kérdésekben fordulhat az eszperantó minden használója. Az Akadémia tanácsot vagy ajánlást nyújt az ilyen esetekben.

Szintén léteznek úgynevezett Bizottságok (Komisiono), melyek nem nyelvi feladatokat látnak el, ezek élén is igazgatók állnak. 2007 szeptemberében még csak egy ilyen bizottság létezett, ami a Historio de la Akademio de Esperanto (Az Eszperantó Akadémia története) nevet viselte.

### Tagok
Az Akadémia 45 tagból áll, akiket kilencéves időszakra választanak. Új tag csak akkor indulhat jelölésért, ha az Akadémia jelenlegi tagjai közül legalább öten támogatják, és beszél legalább három más idegen nyelvet. Általában híres eszperantistákat, eszperantóoktatókat vagy írókat jelölnek; híres emberek lehetnek „levelező tagjai” is az intézménynek.
A vezetőség egy elnökből, egy vagy két elnökhelyettesből és egy (esetleg fizetett) általános titkárból áll. 2025. március óta a következők a vezetőség tagjai: Probal Dasgupta (elnök), François Lo Jacomo (titkár), Brian Moon és Bertilo Wennergren (elnökhelyettesek).
2025. februárban az Akadémia a következő tagokból állt:
- Javier Alcalde
- Bak Giwan
- Marc Bavant
- Hans Becklin
- Cyril Robert Brosch
- Eckhard Bick
- Duncan Charters
- Cho Sung Ho
- Marcos Cramer
- Probal Dasgupta
- Simon Davies
- Birke Dockhorn
- Mariana Evlogieva
- Gong Xiaofeng
- Grant Goodall
- Edmund Grimley Evans
- Maritza Gutiérrez González
- Hirotaka Masaaki
- Jesper Jacobsen
- Ruth Kevess-Cohen
- Liu Haitao
- François Lo Jacomo
- Anna Löwenstein
- Ahmad Mamdoohi
- Mao Zifu
- Valentin Melnikov
- Lee Miller
- Carlo Minnaja
- Abel Montagut
- Brian Moon
- Pavel Mozhaev
- Jorge Rafael Nogueras
- Marc van Oostendorp
- Tim Owen
- Paul Peeraerts
- Jukka Pietiläinen
- Fernando Pita
- Giridhar Rao
- Orlando E. Raola
- Nicola Ruggiero
- Alexander Shlafer
- Maria Rosaria Spanò
- José Antonio Vergara
- Amri Wandel
- Bertilo Wennergren